# No Ano que Vem
No Ano que Vem é uma série brasileira produzida pelo Canal Brasil em parceria com a Fina Flor Filmes.  Tem criação e roteiro de Marcia Leite e conta com direção de Maria Flor e Marianne Macedo Martins. Conta com Julia Lemmertz e Jeniffer Dias nos papéis principais. 
A série tem 5 episódios que foram exibidos dos dias 4 a 8 de março no canal pago. Na estreia todos os episódios foram disponibilizados no Globoplay+Canais. 

## Enredo
Ana e Bel se encontram por acaso em uma festa de réveillon e descobrem uma conexão especial. Depois de enfrentarem perdas em suas vidas, incluindo o câncer de Ana e a perda do filho de Bel, elas decidem terminar seus casamentos e buscar novos caminhos. Ana se entrega a relacionamentos casuais em busca de prazer, enquanto Bel prioriza sua carreira na culinária. Ao longo de suas jornadas, a amizade profunda entre elas se torna um ponto de apoio fundamental.  

## Elenco
- Julia Lemmertz como Ana
- Jeniffer Dias como Isabel
- Isio Ghelman como Miguel
- Bernardo Marinho como Caio
- Duda Batsow como Vitória
- Drayson Menezes como João
- João Oliveira como Lucas
- Eduardo Moscovis como Doutor Rodrigo
- Georgiana Góes como Vanessa
- Erom Cordeiro como Daniel
- Kelly Crifer como Raquel
- Kenya Costta como Dona Edna